# L-Arginin:Glycin-Amidinotransferase

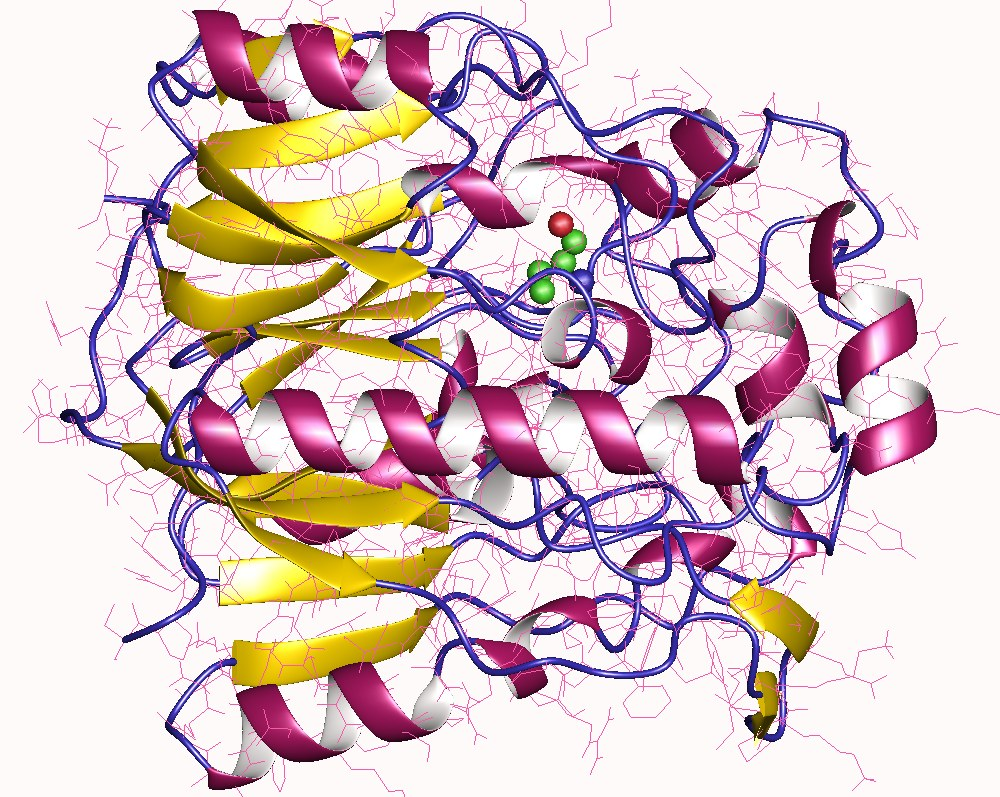

L-Arginin:Glycin-Amidinotransferase (AGAT, EC) ist ein Enzym, welches bei der Synthese von Guanidinoacetat aus den Aminosäuren Arginin und Glycin, vorwiegend in Niere und Speicheldrüse, beteiligt ist.

## Eigenschaften
Die L-Arginin:Glycin-Amidinotransferase katalysiert folgende Reaktion:
L-Arginin + Glycin ↔ L-Ornithin + Guanidinoacetat
Guanidinoacetat ist im Stoffwechsel der unmittelbare Vorläufer von Kreatin. Die L-Arginin:Glycin-Amidinotransferase wird im Gehirn, im Herz, in den Nieren (höchste Genexpression), in der Leber, in der Lunge, in der Speicheldrüse, in der Plazenta, in einem Fötus und in der Skelettmuskulatur gebildet. Die Michaelis-Menten-Konstante beträgt 2,0 µM bei Arginin, 3,0 µM bei Glycin und die maximale Reaktionsrate beträgt 0,44 µmol/min/mg Enzym.